# Детский хор России
Детский хор России — сводный детский хор с участием детей со всех концов России.
Детский хор России позиционируется как постоянно действующий хоровой коллектив, принимающий участие в крупных государственных и международных мероприятиях.

## История
Хор был основан в 2014 году.
Инициатива создания Детского хора России принадлежит Всероссийскому хоровому обществу при поддержке органов власти различных структур России, а также известными общественными и культурными деятелями.
При создании хора членами президиума Всероссийского хорового общества были отобраны более тысячи участников для участия хора в церемонии закрытия Олимпийских игр в г. Сочи в 2014 году.
Первый концерт состоялся 8 января 2014 года в Санкт-Петербурге на Новой сцене Мариинского театра.